# Kallatis
Kallatis – kolonia Miletu na zachodnim wybrzeżu Morza Czarnego. Założona została w VI w. p.n.e. Po wypędzeniu z miasta kolonistów z Miletu zasiedlili ją mieszkańcy Heraklei Pontyjskiej.
W czasach rzymskich w prowincji Mezja Dolna.
Obecnie Mangalia w Rumunii.